# 劍魚座π
劍魚座π，又名CP-69 607，HD 45669、SAO 249532、HR 2352，是劍魚座的一颗恒星，视星等为5.56，位于銀經280.35，銀緯-27.82，其B1900.0坐标为赤經6h 23m 34.9s，赤緯-69° -27.82′ 44″。